# 끝과 시작 (2013년 영화)
"끝과 시작"은 2013년에 개봉한 대한민국의 영화이다.

## 캐스팅
- 엄정화 : 이정하 역
- 김효진 : 강나루 역
- 황정민 : 민재인 역
- 이휘향 : 정하 모 역 (특별출연)
- 김강우 : 정하 동생 역 (특별출연)
- 존 D. 김 : 원나잇스탠드 남자 역 (특별출연)
- 최민식 : 의사 목소리 역 (특별출연)